# Allenwiller
 Allenwiller (en alsacià Àllewiller) és un antic municipi i actual municipi delegat francès, situat a la regió del Gran Est, al departament del Baix Rin. L'any 1999 tenia 453 habitants. Limita al nord amb Salenthal i Singrist, al sud-est amb Romanswiller i a l'oest amb Birkenwald.
A finals del 2015 es va unir als municipis de Birkenwald, Salenthal i Singrist i crear Sommerau.

## Demografia

| 1793 | 1800 | 1806 | 1821 | 1831 | 1836 | 1841 | 1846 | 1851 | 1856 | 1861 | 1866 |
| ---- | ---- | ---- | ---- | ---- | ---- | ---- | ---- | ---- | ---- | ---- | ---- |
| 632  | 458  | 445  | 458  | 487  | 496  | 507  | 483  | 467  | 433  | 424  | 465  |
| 1871 | 1875 | 1880 | 1885 | 1890 | 1895 | 1900 | 1905 | 1910 | 1921 | 1926 | 1931 |
| 445  | 406  | 460  | 430  | 406  | 393  | 393  | 415  | 405  | 400  | 402  | 401  |
| 1936 | 1946 | 1954 | 1962 | 1968 | 1975 | 1982 | 1990 | 1999 | 2006 | 2008 | 2012 |
| 365  | 363  | 369  | 358  | 381  | 378  | 393  | 418  | 453  | 495  | 507  | 526  |

## Administració
| Període | Identitat    | Partit |
| ------- | ------------ | ------ |
| 2001-   | Roger Muller |        |